# Paus Eugenius I
Eugenius I (Rome, geboortedatum onbekend - aldaar, 2 juni 657) was de 75e paus van de Rooms-Katholieke Kerk, van 16 september 655 tot aan zijn dood in 657.
Eugenius was onder dwang van keizer Constans II van Byzantium al op 10 augustus 654 als tegenpaus geïnstalleerd. Pas na de dood van paus Martinus I beschouwde hij zich als wettige paus.
Hij verzette zich krachtig tegen Constantinopel en stierf toen hij verbannen zou worden evenals zijn voorganger paus Martinus I.
Cursief: tegenpaus